# José Lourenço de Castro Silva
José Lourenço de Castro Silva (Aracati, Ceará, 3 de agosto de 1808 - Fortaleza, 13 de agosto de 1874) foi um médico e político cearense. Foi o primeiro médico deputado estadual do Ceará. O sobrado do Dr. José Lourenço, onde viveu a maior parte de sua vida em Fortaleza, foi tombado em 2007 como patrimônio do Ceará sendo o primeiro prédio de três pavimentos da capital. Foi maçom pertencente à Loja Fraternidade Cearense.